# 圣殿基地
圣殿基地（Temple Lot）位于密苏里州杰克逊县独立城，是后期圣徒运动第一个奉献用于建造圣殿的地点，在1831年8月3日星期三由运动的创始人约瑟·斯密奉献， 并于1831年12月19日由他的同事爱德华·帕特里奇购买，作为新耶路撒冷或锡安城的中心，用作后期圣徒们在末日的聚集地点。
圣殿基地最重要的部分在其东北角，占地2.5英亩，目前是一片草地，这里是基督的教會 (聖殿基地)的总部,但不被该教派信徒认为是圣殿。在这块2.5英亩的土地上没有其他建筑（纪念碑，标记和路标除外），但是在63.5英亩的土地上存在着许多重要的建筑，例如联合国和平广场、礼堂、杜鲁门火车站、游客中心、独立城圣殿、一个支联会以及和平树。

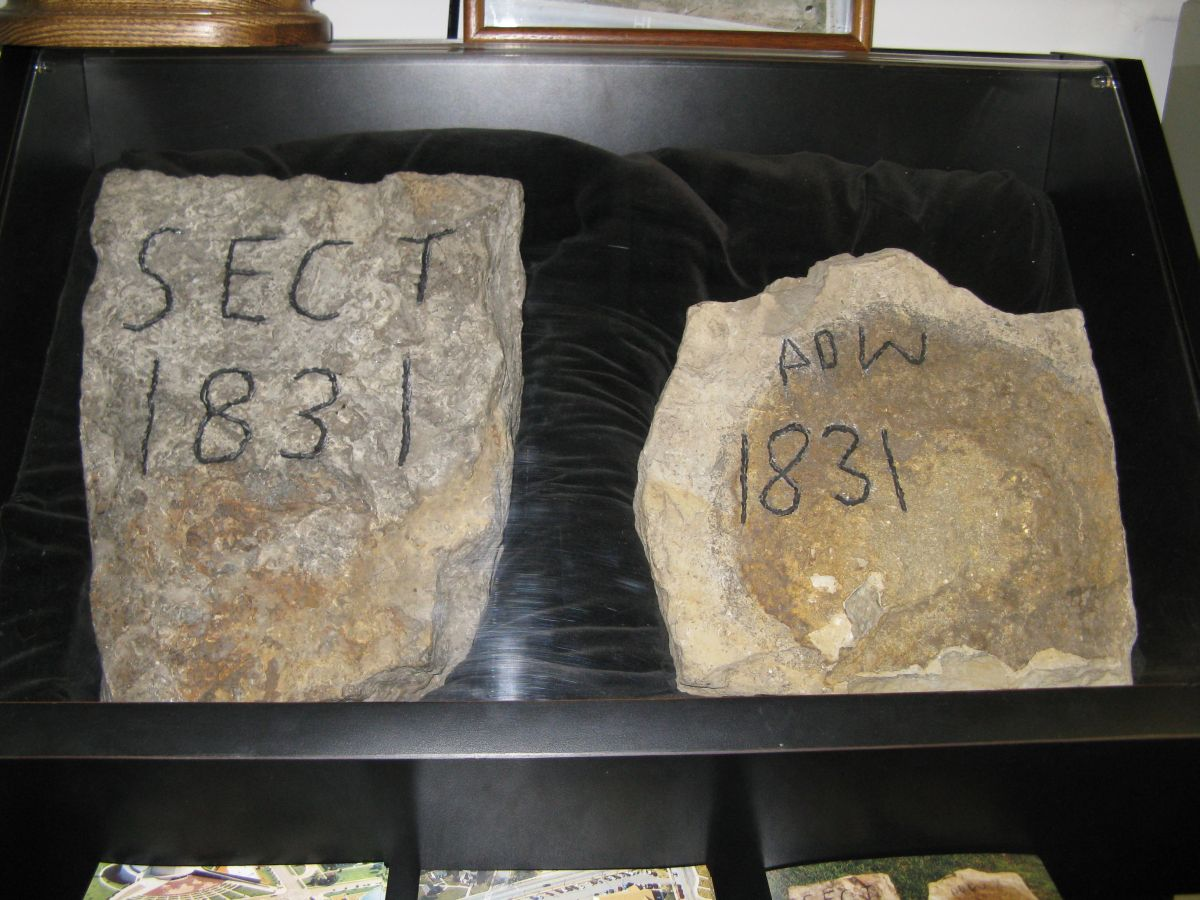

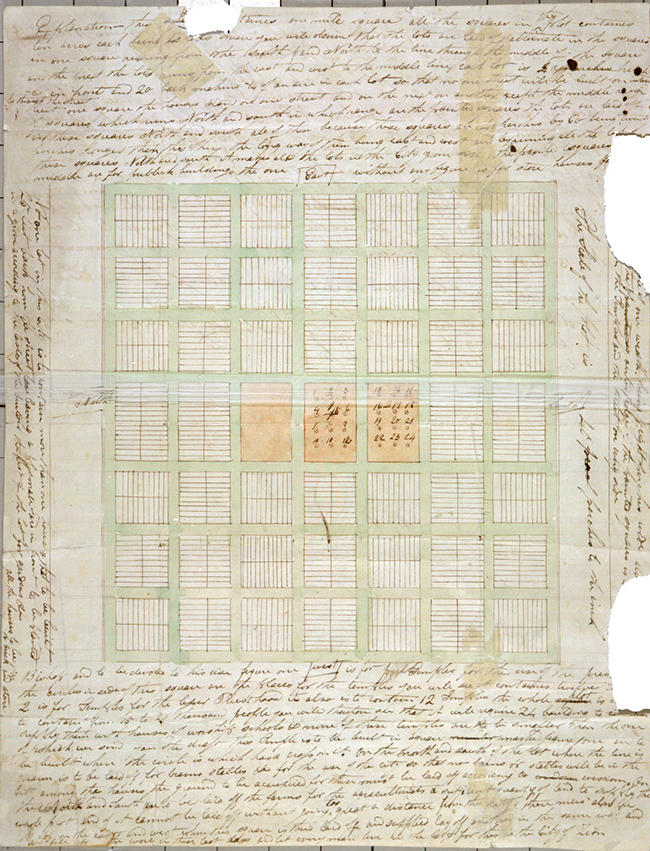

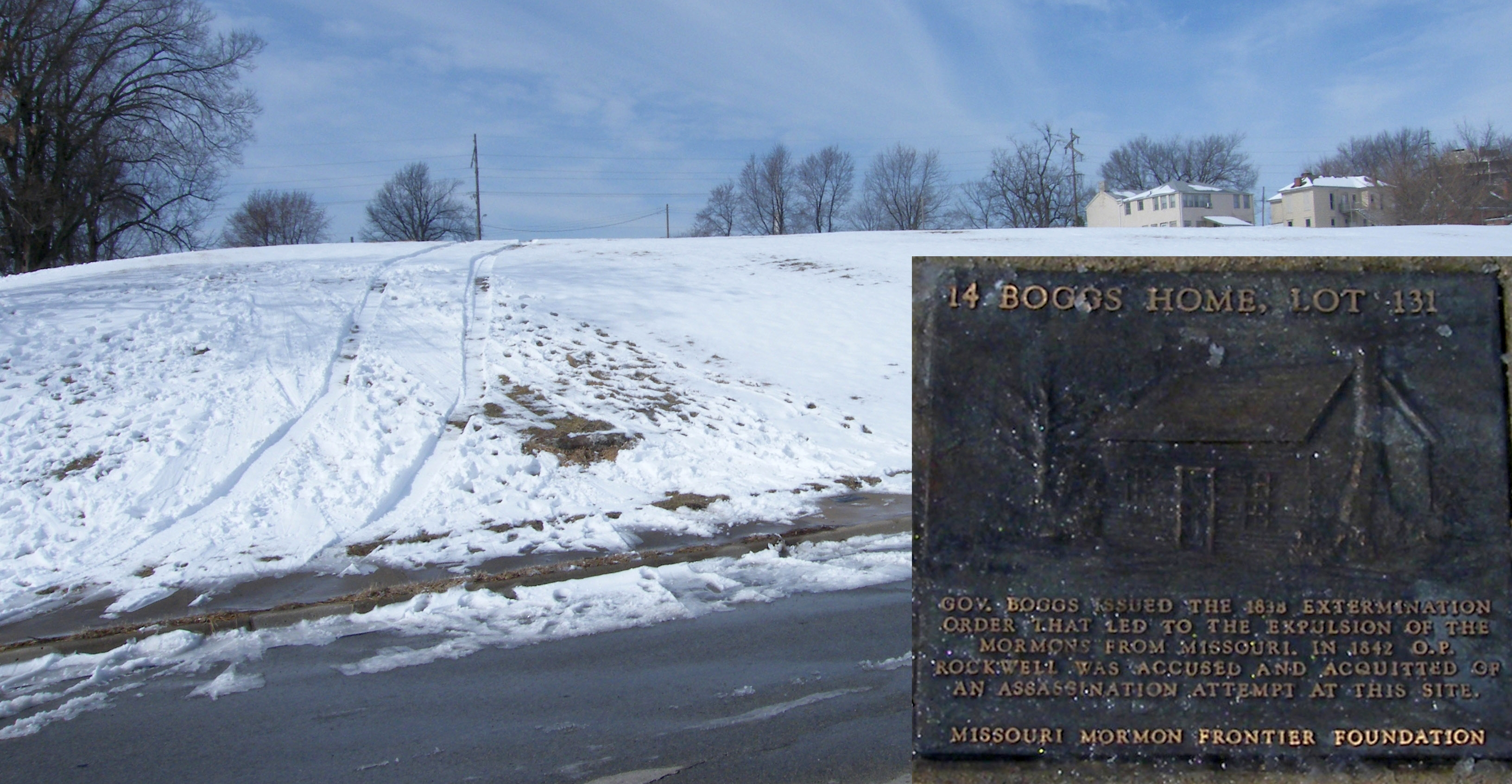

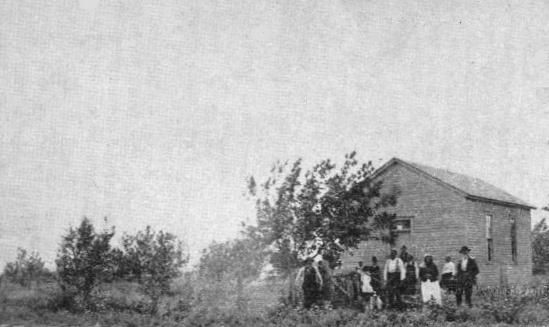